# Norbert Koczorski

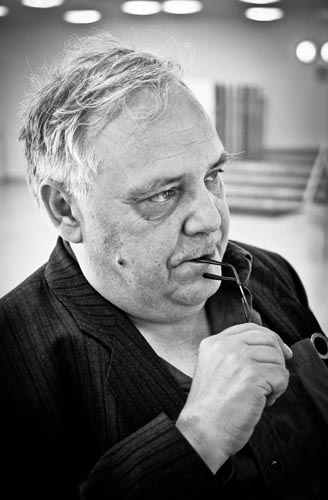
Norbert Koczorski am 6. Juni 2013 vor der Eröffnung der Wanderausstellung 200 Jahre Georg Büchner. Friede den Hütten... im Justus-Liebig-Haus, Darmstadt.

Norbert Koczorski (* 6. Juni 1953 in Jugenheim, Hessen; † im März 2018 in Diepholz, Niedersachsen) war ein zeitweilig wohnungsloser Mail-Art-Künstler.

## Leben
Nach seiner Kindheit in Pfungstadt und dem Hauptschulabschluss absolvierte er eine Lehre zum Buchbinder und bildete sich bei dem Buchgestalter Ralf Steffen weiter. Er war mehrere Jahre in der Industrie als Buchbinder beschäftigt, bevor er ab 1986 erste Arbeiten als freier Künstler schuf.
Seit 1989 arbeitete er in Installationen und Performances, unter anderen mit dem Fluxuskünstler Benjamin Patterson, zum Thema Zeit und unternahm Studienreisen nach Indien, Thailand, Singapur und Indonesien, 1995 nach New York.
Angeregt durch eine Postkarte von Aloys Ohlmann im Atelier eines Freundes wandte er sich Ende der 1980er-Jahre der Mail Art zu und knüpfte zahlreiche Kontakte zur internationalen Mail-Art-Gemeinschaft.
Norbert Koczorski war Mitglied im Armutsnetzwerk und der Erich-Mühsam-Gesellschaft.
Er wurde am 2. Mai 2018 auf dem Friedhof in Freistatt beerdigt.
Der Künstler Harald Birck (* 1960) hat im Rahmen seines Projektes Auf Augenhöhe eine Büste von Norbert Koczorski angefertigt.

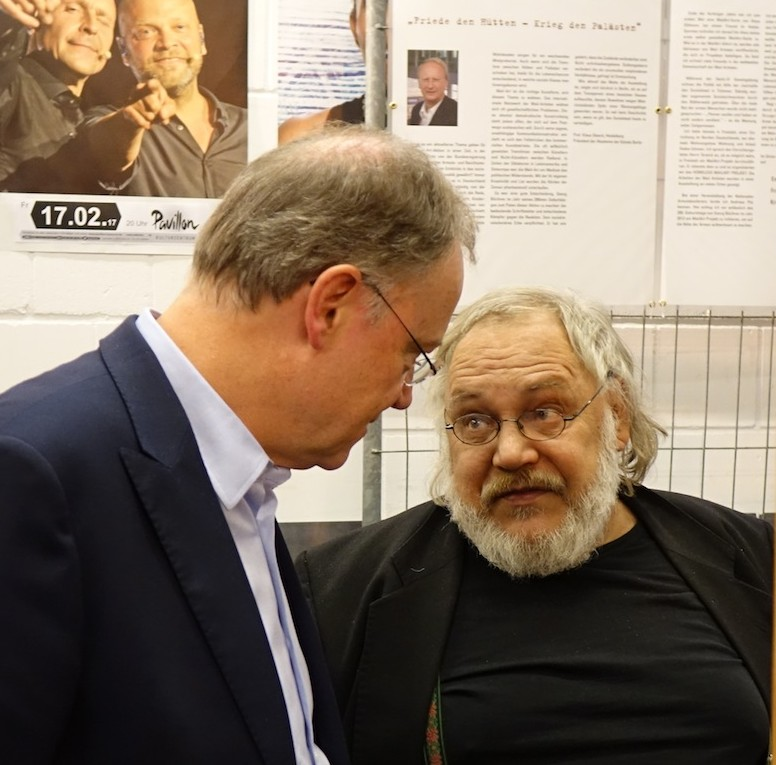
Norbert Koczorski am 17. Oktober 2016 im Pavillon Hannover im Gespräch mit Ministerpräsident Stephan Weil

## Künstlerisches Wirken
Norbert Koczorski war Initiator des Projekts Homeless Mail Art und der Mail-Art-Ausstellung Friede den Hütten! Krieg den Palästen! - 200 Jahre Georg Büchner.
Ebenso war er an der Wanderausstellung der Diakonie Kunst trotz(t) Armut beteiligt.

## Einzelwerke

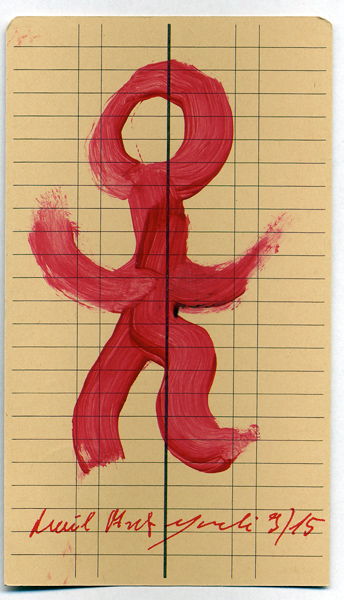
Stickman, Zeichnung von Norbert Koczorski, 2015. Acryl auf Bibliothekskarton

In der Mail-Art-Gemeinschaft bekannt sind seine „Stickman“ genannten Zeichnungen, die sich seit Beginn seiner Mail-Art-Tätigkeiten noch bis 2018 in vielen Mail-Art-Archiven und auf Blogs von Mail-Art-Künstlern finden lassen.

## Ausstellungen und Performances (Auswahl)
- ZEITSPUR Installation & Performance. Galerie Garten Darmstadt
- ULYSSES 2000 Video-Performance mit Hans-Leo Rohleder. Kunstfabrik Darmstadt
- LOBHUDELEI Performance. Galerie Kunstpunkt. Darmstadt
- MEDITATION AN EINEM MÜLLSACK Installation & Performance. Theaterplatz Basel. Basel. 1994
- HEINE 2000 Video-Performance mit Benjamin Patterson. Stadt Rüdesheim
- TIME - ADJUST 4/28 Performance Verein für Experimentelle Musik e. V. Kunstfabrik Darmstadt
- JARRO Installation in einem Bach Stadt Diepholz. Projekt mit der Realschulklasse 7b zum Thema Wasser
- HANUMAN FOREST RESTAURANT Eat-Art-Event. Fluxus Freunde Wiesbaden
- ENIVREZ VOUS nach Charles Baudelaire. Performance. Körstube Diepholz
- KLAGE Video Performance in Zusammenarbeit mit der Erich-Mühsam-Gesellschaft und dem Pianisten Stephan Wunderlich. Buddenbrookhaus Lübeck.
- STEIN-ZEIT Performance. Gylsboda Art-Center Schweden. 2011
- ARTIKEL 1 - Performance zum 20. Jahrestag der Nationale Armuts Konferenz -(k)ein Grund zum Feiern - Landesvertretung des Landes Rheinland-Pfalz. Berlin. 2011
- KUNST TROTZ(T) ARMUT. Wanderausstellung der Diakonie Deutschland (Bet.). documenta-Halle. 2012 und fortlaufend weitere Orte